# Piper xylosteoides
Piper xylosteoides är en pepparväxtart som först beskrevs av Carl Sigismund Kunth, och fick sitt nu gällande namn av Ernst Gottlieb von Steudel. Piper xylosteoides ingår i släktet Piper och familjen pepparväxter. Inga underarter finns listade i Catalogue of Life.